# Província de La Unión
La Unión és una de les vuit províncies del Perú que conformen el departament d'Arequipa al sud del país. La capital de la província és la ciutat de Cotahuasi. Limita al nord amb el departament d'Apurímac i amb el departament del Cusco, a l'est i al sud amb la província de Condesuyos, i a l'oest amb la província de Caravelí i el departament d'Ayacucho. La província va ser creada mitjançant Llei del 4 de maig de 1835, en el govern del president Luis José de Orbegoso. El riu Cotahuasi, que travessa la província, dona origen al Canyó del Cotahuasi, que és el més profund del món.
Des del punt de vista jeràrquic de l'Església catòlica forma part de la Prelatura de Chuquibamba a l'Arquebisbat d'Arequipa.

## Divisió administrativa
La província té una extensió de 4 746,40 quilòmetres quadrats. La seu de la municipalitat provincial es troba a Cotahuasi i es troba dividida administrativament en onze districtes o municipalitats de districte. Al 2017 hi havia 442 centres poblats al territori.
| UBIGEO | Districte   | Capital   | Superfície km 2 | Població (2017) | Densitat hab/km 2 | Núm. de centres Poblats |
| ------ | ----------- | --------- | --------------- | --------------- | ----------------- | ----------------------- |
| 040801 | Cotahuasi   | Cotahuasi | 166.5           | 2925            | 17.57             | 22                      |
| 040802 | Alca        | Alca      | 193.4           | 1849            | 9.56              | 31                      |
| 040803 | Charcana    | Charcana  | 165.3           | 577             | 3.49              | 25                      |
| 040804 | Huaynacotes | Taurisma  | 932.6           | 1913            | 2.05              | 88                      |
| 040805 | Pampamarca  | Mungui    | 782.2           | 1122            | 1.43              | 52                      |
| 040806 | Puyca       | Puyca     | 1501.0          | 2342            | 1.56              | 109                     |
| 040807 | Quechualla  | Velinga   | 138.4           | 265             | 1.91              | 31                      |
| 040808 | Sayla       | Sayla     | 66.6            | 319             | 4.79              | 24                      |
| 040809 | Tauría      | Tauría    | 314.7           | 301             | 0,96              | 12                      |
| 040810 | Tomepampa   | Tomepampa | 94.2            | 658             | 6.99              | 13                      |
| 040811 | Toro        | Toro      | 391.4           | 556             | 1.42              | 35                      |

## Autoritats
Regionals
- Consellers regionals
  - 2019 - 2022[3]
- # Miguel Sebastián Guzmán Hinojosa (Aliança per al Progrés)
- # Richard Ceferino Cervantes Garate (Força Arequipeña)

Municipals
- 2019 - 2022[3]
  - Alcalde : Jorge Luis Velázquez Llerena, de Força Arequipeña.
  - Regidors :
- # Iván Bladimiro Andía Chávez (Força Arequipeña)
- # Eulogio Rodríguez Gonzáles (Fuerza Arequipeña)
- # René Sergio Torres Bravo (Força Arequipeña)
- # Luisa Mendoza València (Força Arequipeña)
- # Carlos Milton Mogrovejo Álvarez (Aliança per al Progrés)